# AS (Zeitschrift)
AS (ehemals Archäologie der Schweiz) ist eine archäologische Fachzeitschrift. Sie ist das Mitteilungsblatt von Archäologie Schweiz (ehemals Schweizerische Gesellschaft für Ur- und Frühgeschichte).
Die Zeitschrift ist dreisprachig. Sie erscheint viermal im Jahr in einer Auflage von rund 3500 Exemplaren. Sie berichtet unter anderem über neueste Entdeckungen, Ausstellungen und experimentelle Archäologie. Erscheinungsort ist Basel.
Der erste Jahrgang erschien 1978. Der Titel lautete damals Archäologie der Schweiz – Archéologie suisse – Archeologia svizzera. Seit 2001 wird der jetzige Titel verwendet, zunächst noch mit dem alten Titel als Untertitel. Seit 2006 lautet der Untertitel entsprechend dem Herausgeber Archäologie Schweiz – Archéologie suisse – Archeologia svizzera. 2023 wurde die Zeitschrift in arCHaeo umbenannt.